# Ящера (деревня)
Ящера — деревня в Толмачёвском городском поселении Лужского района Ленинградской области.

## История
В 1926 году на месте современной деревни Ящера находились Хутора Ящерские.

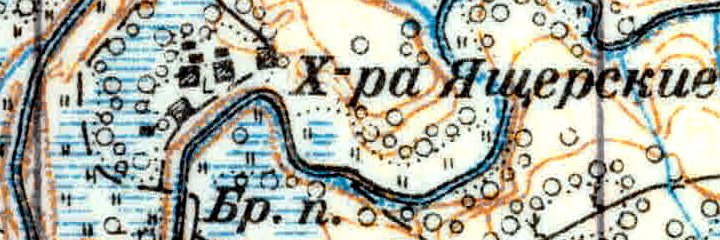
Хутора на месте современной деревни. 1926 год

Деревня была освобождена от немецко-фашистских оккупантов 3 февраля 1944 года.
По данным 1966, 1973 и 1990 годов деревня Ящера входила в состав Толмачёвского сельсовета.
В 1997 году в деревне Ящера Толмачёвской волости проживали 10 человек, в 2002 году — 12 человек (все русские).
В 2007 году в деревне Ящера Толмачёвского ГП проживали 8 человек.

## География
Деревня расположена в центральной части района к востоку от автодороги 41А-186 (Толмачёво — автодорога «Нарва»).
Расстояние до административного центра поселения — 9 км.
Расстояние до ближайшей железнодорожной станции Толмачёво — 5 км.
Деревня находится на правом берегу реки Ящера близ места впадения её в реку Луга.

## Демография
| 1997 | 2007 | 2010 | 2017 |
| ---- | ---- | ---- | ---- |
| 10   | ↘8   | ↘3   | ↘2   |

## Улицы
2-я Садовая, 3-я Садовая, 4-я Садовая, Зелёная, Лесная, Речная, Садоводов, Центральная.